# FK BSK Borča
El Borčanski sportski klub Borča (en español: Club Deportivo Borchanski de Borča), conocido simplemente como BSK Borča, es un club de fútbol de la ciudad de Belgrado, Serbia.

## Historia
BSK Borča fue fundado en abril de 1937 ha competido principalmente en la ligas regionales del área de Belgrado. La llegada de nuevos dirigentes a mitad de los 90 y a partir de 2003, nuevas inversiones en el club, han contribuido significativamente a la expansión del club en una ambiciosa organización deportiva.
Las peores temporadas desde la fundación del club fueron entre 1990 y 1992, cuando fue relegado de la zona de Belgrado a la primera división de Belgrado, y últimamente a la segunda división de Belgrado, la categoría más baja de la competición.
FK BSK terminó primero en la temporada 2008-2009 en la segunda división y consiguió su ascenso a la Superliga, de la cual descendió en la temporada 2012/13 tras quedar de 15 entre 16 equipos.

## Palmarés
- Serbian First League (1): 2008–09
- Serbian League Belgrade (1): 2005–06

## Jugadores

### Jugadores destacados
Esta es la lista de los jugadores más importantes que han jugado para el equipo:
| - Zoran Knežević - Predrag Lazić - Novak Martinović - Vladimir Matić - Nebojša Pejić | - Borislav Topić - Nikola Vasiljević - Mitar Novaković - Stefan Savić - Vladimir Volkov |